# Genādijs Murašovs
Genādijs Murašovs (russifié parfois en Gennadiy Murashov, né le 20 avril 1960) est un athlète letton, ayant concouru pour l'Union soviétique. Il détient avec 10 s 35 sur 100 m, le 3e meilleur temps sur 100 m d'un Letton, et ce, depuis le 19 juin 1983 à Moscou. Il détient également le record actuel du 60 m en salle avec 6 s 4 le 30 janvier 1981 à Riga. Il détient toujours également le record de Lettonie depuis les Spartakiades de 1983 (République socialiste soviétique de Lettonie, 39 s 32 à Moscou le 18 juin, 1re en série des Spartakiades, (équipe de relais composée de Genādijs Murašovs, Ronalds Razmuss, Juris Tone et Āris Āboliņš). Il a également terminé 4e des Championnats d'Europe juniors d'athlétisme 1979.